# Anthophora occidentalis
Anthophora occidentalis là một loài Hymenoptera trong họ Apidae. Loài này được Cresson mô tả khoa học năm 1869.

## Hình ảnh

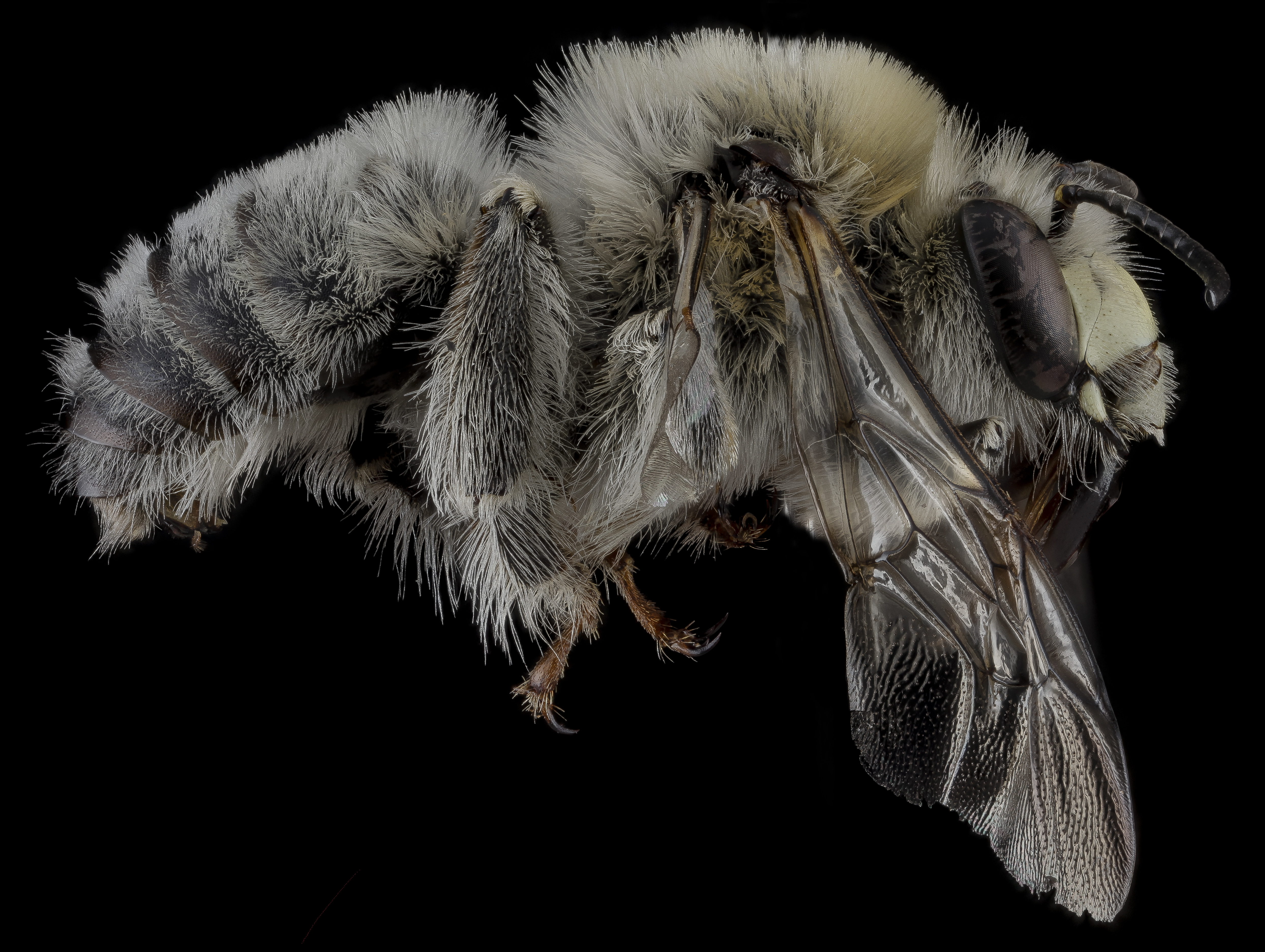
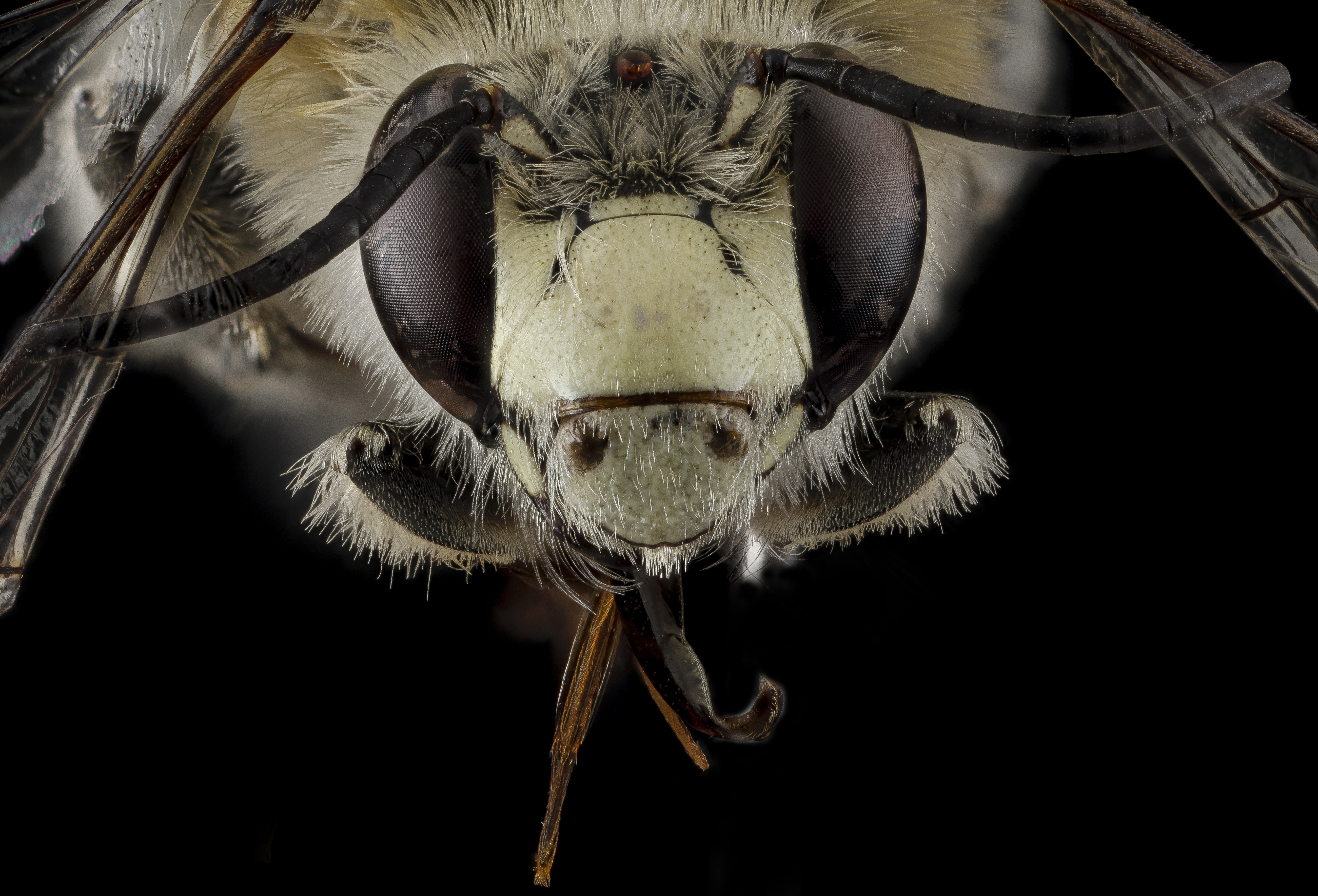